# 紅葉川 (名古屋市)
紅葉川（もみじがわ）は、現在の名古屋市中区を流れていた河川。

## 概要
名古屋城下、上田町（後に久屋町に併合）を流れていた川であるが、詳細な流路は不明である。また、名称の由来も詳しくは分からないという。